# Lord-lieutenant de Cromarty
Ceci est une liste de personnes qui ont servi comme Lord Lieutenants du Cromartyshire, Écosse. L'office a été supprimé en 1891, et remplacé par le Lord Lieutenant de Ross and Cromarty par le fonctionnement de la Local Government (Scotland) Act 1889.
- Robert Bruce Aeneas Macleod 5 mai 1794 – 1833
- Roderick Macleod, 4th of Cadboll 6 mai 1833 – 13 mars 1853
- George Granville William Sutherland-Leveson-Gower, 3e Duc de Sutherland 2 avril 1853 – 15 mai 1891